# Google Web Toolkit
Google Web Toolkit (GWT) — це Java фреймворк з відкритим кодом, який полегшує написання AJAX-застосунків, як-от Карти Google чи Gmail, для програмістів з обмеженими знаннями JavaScript.
Написання динамічних вебзастосунків — це ненадійний (в сенсі виникнення помилок) процес. Програміст витрачає багато часу на роботу, пов'язану з правильним відображенням інтерфейсу в різних браузерах та на різних платформах, стикається зі складнощами JavaScript, зокрема у організації модульного поділу, тестуванні, повторному використанні AJAX компонентів.
Фреймворк GWT дає змогу уникнути багатьох таких проблем. Програміст пише UI застосунки, використовуючи Java, після чого GWT компілятор конвертує Java-класи в крос-браузерний JavaScript та HTML код.

## Динамічні UI компоненти повторного використання
Класи інтерфейсу користувача GWT є схожими до класів UI фреймворків, як-от Swing чи SWT за винятком того, що віджети відображаються через динамічно сформований HTML.
Використання віджетів робить легкою та швидкою побудову інтерфейсів, які будуть коректно працювати під усіма браузерами.